# Józef Markowicz
Józef Markowicz (ur. 10 stycznia 1877 w Kowalu, zm. 30 października 1939 w Warszawie) – polski ziemianin, działacz polityczny, poseł na Sejm I i II kadencji w II RP z listy Związku Ludowo-Narodowego.

## Życiorys
Uzyskał wykształcenie wyższe rolnicze. W 1908 został właścicielem majątku ziemskiego Komorów i Sokołów, a w 1932 wszedł w posiadanie cegielni Henryków koło Grodziska Mazowieckiego. Był twórcą powstałego w 1930 osiedla Miasto Ogród Komorów w powiecie pruszkowskim. W 1922 podarował 7 ha ziemi ze swoich dóbr o wartości 250 tys. zł pod budowę Elektrycznej Kolei Dojazdowej kursującej na trasie Warszawa – Grodzisk Mazowiecki. Był prezesem Towarzystwa Rolniczego w Grodzisku Mazowieckim, prezesem koła Związku Ludowo-Narodowego na powiat błoński, członkiem Sejmiku Powiatowego w Błoniu i aktywnym działaczem Związku Ziemian w Warszawie. Od 1925 do 1930 był posłem z okręgu wyborczego nr 12 (Grodzisk Mazowiecki-Błonie). W I kadencji (w czasie której objął mandat po śmierci Rafała Sygietowicza) pracował w komisji rolnej, a w II kadencji w komisji robót publicznych. 13 lipca 1931 kupił wraz z żoną od Bolesława Jankowskiego majątek Sestratyn w gminie Krupiec (powiat Dubno, województwo wołyńskie) za sumę 250 tys. dolarów amerykańskich. Majątek miał powierzchnię (według planu z 1897) 2392 ha i 1626 m². Zmarł w szpitalu św. Ducha w Warszawie. Jest pochowany z żoną w grobowcu rodzinnym w Pęcicach.

## Życie prywatne
Syn Franciszka i Rozalii z domu Bojakowskiej. Żonaty z Marią Markowicz z domu Gałęzowską.